# Gravipalpus crassus
Gravipalpus crassus là một loài nhện trong họ Linyphiidae. Loài này được phát hiện ở Peru.